# Emmy Internacional 1989
A 17.ª cerimônia de entrega dos International Emmys (ou Emmy Internacional 1989) aconteceu em 20 de novembro de 1989, no hotel Sheraton New York Times Square em Nova York, Estados Unidos, e teve como apresentadores os Smothers Brothers.

## Vencedores
| Categoria                       | Vencedor             | País           | Nota(s)                    |
| ------------------------------- | -------------------- | -------------- | -------------------------- |
| Melhor Drama                    | Traffik              | Reino Unido    | Channel 4                  |
| Melhor Programa Infanto-juvenil | My Secret Identity   | Canadá         | CTV                        |
| Melhor Documentário             | Four Hours in My Lai | Reino Unido    | Yorkshire Television (YTV) |
| Founder Award                   | Paul Fox             | Reino Unido    |                            |
| Directorate Award               | Ted Turner           | Estados Unidos |                            |

## Múltiplas vitórias
Por país
| N.º de vitórias | País        |
| --------------- | ----------- |
| 3               | Reino Unido |